# Черногория на летних Олимпийских играх 2024

## Квалификация
| № п/п | Вид спорта      | Мужчины        | Мужчины                | Женщины        | Женщины                | Всего          | Всего                  |
| № п/п | Вид спорта      | Завоевано квот | Количество спортсменов | Завоевано квот | Количество спортсменов | Завоевано квот | Количество спортсменов |
| ----- | --------------- | -------------- | ---------------------- | -------------- | ---------------------- | -------------- | ---------------------- |
| 1     | Бокс            |                |                        | 1              | 1                      | 1              | 1                      |
| 2     | Водное поло     | 1              | 13                     |                |                        | 1              | 13                     |
| 3     | Лёгкая атлетика | 1              | 1                      |                |                        | 1              | 1                      |
| 4     | Парусный спорт  | 1              | 1                      |                |                        | 1              | 1                      |
| 5     | Плавание        | 1              | 1                      | 1              | 1                      | 2              | 2                      |
| 6     | Теннис          |                |                        | 1              | 1                      | 1              | 1                      |
|       | ИТОГО           | 4              | 16                     | 3              | 3                      | 7              | 19                     |

## Состав команды
Бокс
1. Бояна Гойкович[англ.]

 Водное поло
1. Деян Лазович[англ.]
2. Марко Мршич[англ.]
3. Мирослав Перкович[англ.]
4. Йован Вуйович[англ.]
5. Алёза Мачич[англ.]
6. Владо Попадич[англ.]
7. Стефан Видович[англ.]
8. Богдан Дурджич[англ.]
9. Джуро Радович[англ.]
10. Владан Спаич[англ.]
11. Душан Маткович[англ.]
12. Василие Радович[англ.]
13. Петар Тешанович[англ.]

 Лёгкая атлетика
1. Дарко Пешич

 Парусный спорт
1. Миливой Дукич[англ.]

 Плавание
1. Милош Миленкович[англ.]
2. Йована Куляча[англ.]

 Теннис
1. Данка Ковинич

## Бокс
Черногория получила одну универсальную квоту в женский олимпийский турнир по боксу.
| Спортсмен      | Категория        | 1/16 финала              | 1/8 финала            | Четвертьфиналы        | Полуфиналы            | Финал                 | Финал                 |
| Спортсмен      | Категория        | Соперник Результат       | Соперник Результат    | Соперник Результат    | Соперник Результат    | Соперник Результат    | Место                 |
| -------------- | ---------------- | ------------------------ | --------------------- | --------------------- | --------------------- | --------------------- | --------------------- |
| Бояна Гойкович | Женщины до 54 кг | Хуан Сяовэнь (TPE) П 0–5 | завершила выступление | завершила выступление | завершила выступление | завершила выступление | завершила выступление |

## Водное поло
Мужская сборная Черногории по водному поло завоевала право участвовать в олимпийском турнире на Чемпионате мира по водным спорта 2024 года в Дохе, Катар.
| Команда    | Соревнование   | Групповая стадия | Групповая стадия | Групповая стадия | Групповая стадия | Групповая стадия | Групповая стадия | Четвертьфиналы        | Полуфиналы            | Финал / За 3 место    | Финал / За 3 место |
| Команда    | Соревнование   | Соперник Счёт    | Соперник Счёт    | Соперник Счёт    | Соперник Счёт    | Соперник Счёт    | Место            | Соперник Счёт         | Соперник Счёт         | Соперник Счёт         | Место              |
| ---------- | -------------- | ---------------- | ---------------- | ---------------- | ---------------- | ---------------- | ---------------- | --------------------- | --------------------- | --------------------- | ------------------ |
| Черногория | Мужской турнир | Хорватия П 8–11  | Греция П 16–17   | Италия П 9–11    | США П 7–12       | Румыния В 10–7   | 5                | завершили выступление | завершили выступление | завершили выступление | 9                  |

### Мужской турнир
Состав команды
Состав команды был объявлен 28 июня 2024 года.
Тренер:  Владимир Гойкович
- Деян Лазович[англ.] В
- Марко Мршич[англ.] ПЗ
- Мирослав Перкович[англ.] ЦЗ
- Йован Вуйович[англ.] ЦЗ
- Алёза Мачич[англ.] ЦЗ
- Владо Попадич[англ.] ПЗ
- Стефан Видович[англ.] Д
- Богдан Дурджич[англ.] ПЗ
- Джуро Радович[англ.] ПЗ
- Владан Спаич[англ.] ЦЗ
- Душан Маткович[англ.] ПЗ
- Василие Радович[англ.] ЦЗ
- Петар Тешанович[англ.] (К) В

Групповой этап
| Поз | Команда    | И | В | ВПЕН | ППЕН | П | МЗ | МП | РМ  | О  | Квалификация   |
| --- | ---------- | - | - | ---- | ---- | - | -- | -- | --- | -- | -------------- |
| 1   | Греция     | 5 | 3 | 1    | 0    | 1 | 61 | 52 | +9  | 11 | Четвертьфиналы |
| 2   | Италия     | 5 | 3 | 1    | 0    | 1 | 60 | 43 | +17 | 11 | Четвертьфиналы |
| 3   | США        | 5 | 3 | 0    | 0    | 2 | 59 | 51 | +8  | 9  | Четвертьфиналы |
| 4   | Хорватия   | 5 | 3 | 0    | 0    | 2 | 58 | 57 | +1  | 9  | Четвертьфиналы |
| 5   | Черногория | 5 | 1 | 0    | 2    | 2 | 45 | 50 | −5  | 5  |                |
| 6   | Румыния    | 5 | 0 | 0    | 0    | 5 | 37 | 67 | −30 | 0  |                |

| 28 июля 2024 16:35 | \| Хорватия \| 11:8 протокол \| Черногория \| \| Фатович 3 \| Голы \| Джурджич 3 \| | Париж Акватик центр Судьи: Борис Маргета (Словения), Давид Гомес (Испания) |
| Хорватия           | 11:8 протокол                                                                       | Черногория                                                                 |
| Фатович 3          | Голы                                                                                | Джурджич 3                                                                 |

| 30 июля 2024 19:30 | \| Черногория \| 12:12 п. 4:5 протокол \| Греция \| \| Попадич 4 \| Голы \| Влахопулос 3 \| | Париж Акватик центр Судьи: Франк Оме (Германия), Тамаш Ковач (Венгрия) |
| Черногория         | 12:12 п. 4:5 протокол                                                                       | Греция                                                                 |
| Попадич 4          | Голы                                                                                        | Влахопулос 3                                                           |

| 1 августа 2024 16:35     | \| Италия \| 8:8 п. 3:1 протокол \| Черногория \| \| ди Фульвио, Эченике по 2 \| Голы \| Попадич 3 \| | Париж Акватик центр Судьи: Борис Маргета (Словения), Михил Зварт (Нидерланды) |
| Италия                   | 8:8 п. 3:1 протокол                                                                                   | Черногория                                                                    |
| ди Фульвио, Эченике по 2 | Голы                                                                                                  | Попадич 3                                                                     |

| 3 августа 2024 16:35 | \| Черногория \| 7:12 протокол \| США \| \| Дурдич 3 \| Голы \| Даубе 5 \| | Париж Акватик центр Судьи: Франк Оме (Германия), Чжан Лиан (Китай) |
| Черногория           | 7:12 протокол                                                              | США                                                                |
| Дурдич 3             | Голы                                                                       | Даубе 5                                                            |

| 5 августа 2024 21:40 | \| Румыния \| 7:10 протокол \| Черногория \| \| Фуля 2 \| Голы \| Мршич 3 \| | Париж Акватик центр Судьи: Борис Маргета (Словения), Яссер Мехалхель (Египет) |
| Румыния              | 7:10 протокол                                                                | Черногория                                                                    |
| Фуля 2               | Голы                                                                         | Мршич 3                                                                       |

## Легкая атлетика
Черногория получила одно универсальное место для участия в соревнованиях по лёгкой атлетике.
Беговые дисциплины
| Спортсмен   | Дисциплина    | Предв. забеги | Предв. забеги | 1 круг               | 1 круг               | Полуфиналы           | Полуфиналы           | Финал                | Финал                |
| Спортсмен   | Дисциплина    | Результат     | Место         | Результат            | Место                | Результат            | Место                | Результат            | Место                |
| ----------- | ------------- | ------------- | ------------- | -------------------- | -------------------- | -------------------- | -------------------- | -------------------- | -------------------- |
| Дарко Пешич | Мужчины 100 м | 11,85         | 43            | завершил выступление | завершил выступление | завершил выступление | завершил выступление | завершил выступление | завершил выступление |

## Парусный спорт
Черногория завоевала право выставить одну лодку по результатам Чемпионата мира 2024 в классе ILCA 7 в Аделаиде, Австралия.
Медальные гонки
| Спортсмен     | Дисциплина     | Гонка | Гонка | Гонка | Гонка | Гонка | Гонка | Гонка | Гонка | Гонка    | Гонка    | Гонка | Баллы | Место |
| Спортсмен     | Дисциплина     | 1     | 2     | 3     | 4     | 5     | 6     | 7     | 8     | 9        | 10       | M*    | Баллы | Место |
| ------------- | -------------- | ----- | ----- | ----- | ----- | ----- | ----- | ----- | ----- | -------- | -------- | ----- | ----- | ----- |
| Миливой Дукич | Мужчины ILCA 7 | 3     | 23    | 13    | 33    | 7     | 32    | 2     | 26    | отменены | отменены | EL    | 106   | 14    |

M = Медальная гонка; EL = Выбыл – не участвовал в медальной гонке

## Плавание
Черногория получила по одному универсальному месту для участия в мужском и женском олимпийских турнирах пловцов.
| Спортсмен        | Дисциплина                 | Заплывы | Заплывы | Полуфиналы            | Полуфиналы            | Финал                 | Финал                 |
| Спортсмен        | Дисциплина                 | Время   | Место   | Время                 | Место                 | Время                 | Место                 |
| ---------------- | -------------------------- | ------- | ------- | --------------------- | --------------------- | --------------------- | --------------------- |
| Милош Миленкович | Мужчины 100 м баттерфляй   | 54,26   | 34      | завершил выступление  | завершил выступление  | завершил выступление  | завершил выступление  |
| Йована Куляча    | Женщины 50 м вольный стиль | 27,19   | 40      | завершила выступление | завершила выступление | завершила выступление | завершила выступление |

## Теннис
Черногория получила одно универсальное место в женский одиночный турнир.
| Спортсмен     | Дисциплина        | 1/32 финала              | 1/16 финала           | 1/8 финала            | Четвертьфиналы        | Полуфиналы            | Финал / За 3 место    | Финал / За 3 место    |
| Спортсмен     | Дисциплина        | Соперник Счёт            | Соперник Счёт         | Соперник Счёт         | Соперник Счёт         | Соперник Счёт         | Соперник Счёт         | Место                 |
| ------------- | ----------------- | ------------------------ | --------------------- | --------------------- | --------------------- | --------------------- | --------------------- | --------------------- |
| Данка Ковинич | Женщины одиночный | GREМ. Саккари П 0–6, 1–6 | завершила выступление | завершила выступление | завершила выступление | завершила выступление | завершила выступление | завершила выступление |